# Alfons Girodz von Gaudi
Alfons Wilhelm Georg Heinrich Girodz von Gaudi (* 10. Juni 1818 in Glogau; † 8. Mai 1888 in Berlin) war ein preußischer Generalleutnant.

## Leben

### Herkunft
Alfons Girodz von Gaudis väterliche Vorfahren, die Girodz, waren ursprünglich in Chalon-sur-Saône ansässig. Nach dem 1685 erfolgten Widerruf des Edikts von Nantes kamen sie 1689 im Zuge der zweiten großen Emigration der französischen protestantischen Glaubensflüchtlinge nach Genf, wo sie dann, in erfolgreichen Handelsunternehmungen engagiert, zu den wohlhabenden und sehr angesehenen Großbürgern gehörten. Neben imposanten Wohnhäusern in der Stadt verfügten einige Familienmitglieder auch über ansehnliche Landsitze, wie etwa ein jüngerer Bruder von Alfons’ Urgroßvater, Pierre (1715–1792), der durch seine Tochter Großvater des Jean-Charles-Léonard Simonde de Sismondi (1773–1842) war.
Alfons’ Urgroßvater Jaques-Isaac de Girodz (1710–1780) war verheiratet mit Alphonsine de Balthasard. Deren Sohn Bartelemy de Girodz (1744–vor 1821) heiratete 1767 Catherine de Gaudy († 1821), aus einer angesehenen, bereits 1577 in Genf eingebürgerten Familie.

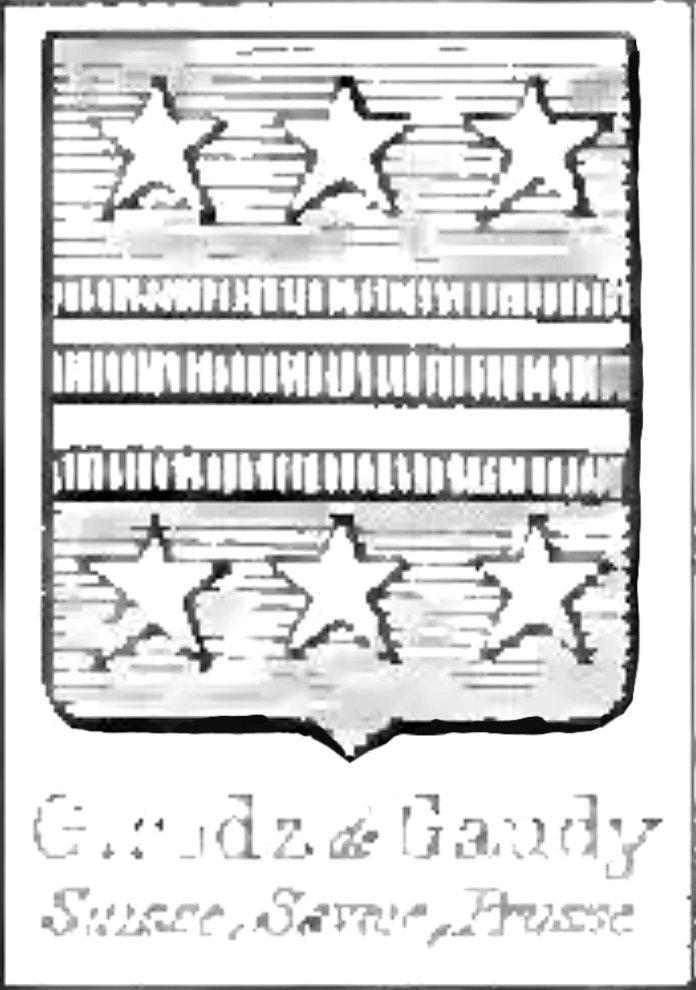
Wappen derer Girodz de Gaudy

Deren Sohn war Alfons’ gleichnamiger Vater, Alphonse Girodz de Gaudy (1770–1839). Er trat 1785 in die preußische Armee ein, wurde bereits 1794 Ritter des Ordens Pour le Mérite und avancierte zum Oberst im 1. Schlesischen Schützenbataillon. Er hatte 1827 durch preußische Allerhöchste Kabinettsorder den preußischen Adelsstand als Girodz von Gaudi erhalten. Den zugehörigen Adelsbrief, der das französische altadlige Herkommen seiner Familie bestätigte, hatte er 1829 bekommen. 1805 hatte er im westfälischen Münster Henriette Hedwig Adelheid von Warsing (1782–1860) geheiratet, die 1818 Alfons zur Welt brachte und deren Mutter eine Schwägerin des Generals Fürst Blücher (1742–1819) war, in dessen Hauptquartier sich Alfons’ Vater während der Befreiungskriege befand. Eine Tochter, Alfons’ Schwester, war mit dem Major Karl Wilhelm Ferdinand von Thadden, 1830–1840 Kommandeur des Garde-Schützen-Bataillons, verheiratet. Alfons’ weitere Großonkel mütterlicherseits waren der preußische Regierungspräsident Ludwig Christoph von Colomb (1767–1831) und der preußische General Peter von Colomb (1775–1854).

### Militärkarriere
Alfons Girodz von Gaudi besuchte nacheinander die Kadettenhäuser in Potsdam und Berlin. Anschließend wurde er am 12. August 1835 als Unteroffizier dem Garde-Schützen-Bataillon der Preußischen Armee überwiesen, dessen Kommandeur Major von Thadden sein Schwager war, und avancierte bis Mitte Mai 1837 zum Sekondeleutnant. Im Jahr 1840 wurde er zur Übung der Reservejäger in Wriezen abkommandiert. Während der Märzrevolution befand er sich bei den Straßenkämpfen in Berlin. Später im Jahr kämpfte er im Feldzug gegen Dänemark bei Schleswig, Friderica sowie Düppel und wurde am 21. November 1848 zum Premierleutnant befördert.
Im Jahr 1850 leitete Gaudi die Übung der Reservejäger in Wriezen. Nach seiner Beförderung zum Hauptmann kam er am 13. Juli 1852 in das Garde-Jäger-Bataillon und stieg Mitte August 1854 zum Kompaniechef auf. Am 14. Juni 1859 avancierte er zum Major und war während der Mobilmachung anlässlich des Sardinischen Krieges Kommandeur des 3. Jäger-Bataillons. Am 25. Juni 1859 wurde er dem Bataillon aggregiert und mit dessen Führung beauftragt sowie am 1. Juli 1860 zum Kommandeur ernannt. Daran schloss sich am 10. Februar 1863 seine Versetzung als Kommandeur des Füsilier-Bataillon in das Leib-Grenadier-Regiments Nr. 8. Während des Deutsch-Dänischen Krieges nahm Gaudi am Sturm auf die Düppeler Schanzen teil und wurde dafür am 7. Juni 1864 mit dem Orden Pour le Mérite ausgezeichnet. Am 25. Juni 1864 stieg er zum Oberstleutnant auf.
Während des Deutschen Krieges kämpfte Gaudi 1866 bei Gitschin sowie Königgrätz und erhielt am 20. September 1866 das Ritterkreuz des Königlichen Hausordens von Hohenzollern mit Schwertern. Am 30. Oktober 1866 erfolgte seine Ernennung zum Regimentskommandeur sowie am 31. Dezember 1866 mit Patent vom 30. Oktober 1866 die Beförderung zum Oberst.
Während der Mobilmachung zum Krieges gegen Frankreich war Gaudi Kommandeur der 1. Garde-Landwehr-Brigade, mit der er sich an den Belagerungen von Straßburg und Paris sowie den Kämpfen bei Malmaison und am Mont Valérien beteiligte. Ausgezeichnet mit dem Eisernen Kreuz II. Klasse wurde er am 20. März 1871 unter Stellung à la suite seines Regiments zum Kommandeur der 62. Infanterie-Brigade ernannt und am 18. August 1871 zum Generalmajor befördert.
Am 27. Februar 1872 übernahm Gaudi die 20. Infanterie-Brigade und anlässlich des Ordensfestes zeichnete man ihn im Januar 1875 mit dem Roten Adlerorden II. Klasse mit Eichenlaub und Schwertern am Ringe aus. Unter Verleihung des Charakters als Generalleutnant wurde Gaudi am 13. April 1875 mit Pension zur Disposition gestellt.
Gaudi war Ritter des Johanniterordens. Er starb am 8. Mai 1888 in Berlin und wurde auf dem 12. Mai 1888 auf dem Matthäifriedhof beigesetzt.

### Familie
Gaudi heiratete am 4. Mai 1844 in Berlin Maria Charlotte Elisabeth Harpe (* 1825), Tochter des Majors im Kriegsministerium Friedrich Ferdinand Harpe und der Ida Marie Caroline, geb. Friedländer (1796–1839), einer Nichte des jüdischen Aufklärers David Friedländer. Die Ehe wurde am 16. März 1872 geschieden. Nach der Scheidung heiratete Gaudi am 18. Juni 1872 in Kiel Marie Scheibel (1851–1916), eine Tochter des Gründers der Kieler Actien-Brauerei und Konsuls Johann Christian Carl Scheibel. Das Paar hatte mehrere Kinder:
- Theodor Ludwig Alfons (* 1872), Oberstleutnant an der Telegraphenschule
- Dorothea Hedwig Marie (1875–1960) ⚭ 1896 Wilhelm Ludwig Maria von Klitzing (* 1858)[11]